# Élections fédérales australiennes de 2016
Les élections fédérales australiennes de 2016 se tiennent le 2 juillet afin de renouveler pour trois ans les 150 sièges de la Chambre des représentants et les 76 sièges du Sénat. Ces élections initient la 45e législature du Parlement d'Australie.
Il s'agit d'élections anticipées à la suite de la double dissolution de la Chambre des représentants et du Sénat par le gouverneur général, à la demande du Premier ministre Malcolm Turnbull. Celui-ci tente de remporter un second mandat pour la coalition libérale-nationale qu'il dirige, face aux travaillistes dirigés par Bill Shorten.
L'opposition travailliste reconnaît sa défaite le 10 juillet malgré un meilleur résultat qu'en 2013. La coalition au pouvoir recule mais remporte soixante-seize sièges à la chambre basse, soit très exactement la moitié plus un, ce qui lui permet de former à nouveau un gouvernement majoritaire.

## Organisation

### Date
Le mandat de la Chambre des représentants est de trois ans maximum mais la date des élections n'est pas fixe : elle est choisie par le Premier ministre qui demande au gouverneur général de dissoudre la Chambre et de convoquer le scrutin. Habituellement, les élections pour la Chambre des représentants se tiennent en même temps que l'élection de la moitié des sièges du Sénat, dont le mandat est de six ans renouvelable par moitié. De telles élections auraient pu se tenir entre le 6 août 2016 (les sénateurs ne pouvant être élus plus d'un an avant le début de leur mandat fixé au 1er juillet 2016) et le 14 janvier 2017 (expiration du mandat de la Chambre des représentants).
Toutefois, la Constitution permet au gouverneur général de dissoudre à la fois la Chambre des représentants et le Sénat dans le cas où ce dernier refuse par deux fois d'adopter un projet de loi de la Chambre des représentants. Le rejet par le Sénat en mars 2016 d'une loi devant établir une Commission australienne du bâtiment et de la construction permet ainsi au Premier ministre Malcolm Turnbull de solliciter une double dissolution le 8 mai 2016.
La dissolution des deux chambres du Parlement est prononcée le 9 mai et les élections formellement convoquées le 16 mai. Le jour du scrutin est fixé au 2 juillet, à l'issue d'une campagne électorale de 55 jours.

### Mode de scrutin
En Australie, le vote est un vote obligatoire et le fait de ne pas voter est puni d'une amende. La Chambre des représentants et le Sénat sont tous deux élus selon un système de vote préférentiel.
Les 150 députés de la Chambre des représentants sont élus au vote alternatif dans le cadre de circonscription uninominale : sur son bulletin de vote, chaque électeur numérote l'ensemble des candidats par ordre de préférence. Le jour de l'élection, des volontaires des partis politiques se tiennent à l'entrée des bureaux de vote et proposent aux électeurs des cartes « Comment voter » qui indiquent comment chaque parti préconise d'ordonner les candidats.
Au moment du dépouillement, on compte d'abord les premières préférences puis, si aucun candidat n'a réuni plus de la moitié des suffrages, on élimine le candidat arrivé dernier et on attribue ses secondes préférences aux candidats restants. L'opération est renouvelées jusqu'à ce qu'un candidat atteigne la majorité absolue.
Pour le Sénat, on utilise le scrutin à vote unique transférable. Chaque État constitue une circonscription dans laquelle sont élus 12 sénateurs (2 pour les territoires). Du fait des circonscriptions plurinominales et du scrutin quasi-proportionnel, le nombre de candidats pour le Sénat est généralement très élevé. Chaque électeur a deux possibilités pour voter :
- numéroter par ordre de préférence les candidats individuellement (depuis une réforme de mars 2016, il suffit de numéroter 12 candidats pour qu'un bulletin soit valable, précédemment numéroter l'ensemble des candidats était nécessaire, ce qui pouvait représenter plusieurs dizaines de préférences à donner pour un électeur) ;
- numéroter par ordre de préférence les partis : les préférences sont alors distribuées selon des indications données par le parti à la commission électorale (un électeur doit numéroter au moins 6 partis mais avant la réforme, un électeur ne pouvait numéroter qu'un seul parti dont dépendaient alors toutes ses préférences).

## Partis politiques

### Coalition

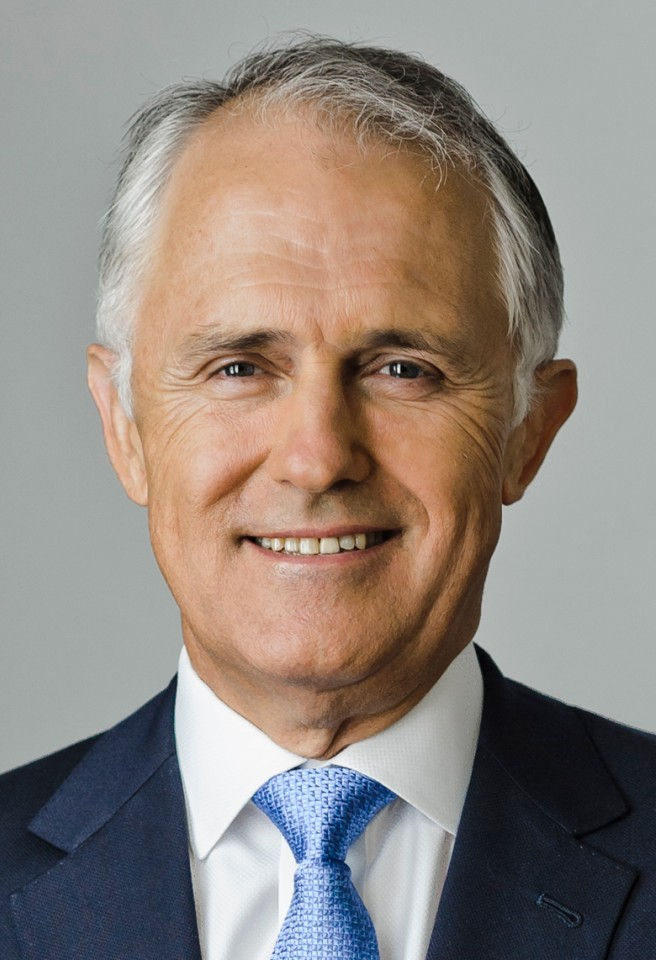
Le Premier ministre et chef du Parti libéral Malcolm Turnbull.

La Coalition (en anglais : Coalition ou Liberal–National Coalition) est une alliance de partis politiques de centre droit, d'idéologie libérale-conservatrice et agrarienne.
Elle réunit principalement le Parti libéral d'Australie (Liberal Party of Australia, Libs) de Malcolm Turnbull et le Parti national d'Australie (National Party of Australia, Nats) de Barnaby Joyce. Les deux partis ont fusionné au Queensland, pour former le Parti libéral national du Queensland (Liberal National Party of Queensland, LNP), et dans le Territoire du Nord, constituant le Parti rural libéral (Country Liberal Party, CLP).
Après six années dans l'opposition, la Coalition a remporté la majorité absolue des sièges de la Chambre des représentants lors des élections de 2013 et une majorité relative au Sénat. Tony Abbott, le chef du Parti libéral, est alors devenu Premier ministre. Peu populaire et confronté dès fin 2013 à des sondages donnant les travaillistes vainqueurs, Tony Abbott perd la confiance des parlementaires libéraux, qui le remplacent par Malcolm Turnbull le 14 septembre 2015. Turnbull est nommé Premier ministre le lendemain.
Ce changement a la tête du gouvernement permet à la Coalition de rattraper son retard dans les sondages qui prédisent un scrutin serré au moment du lancement de la campagne.

### Parti travailliste

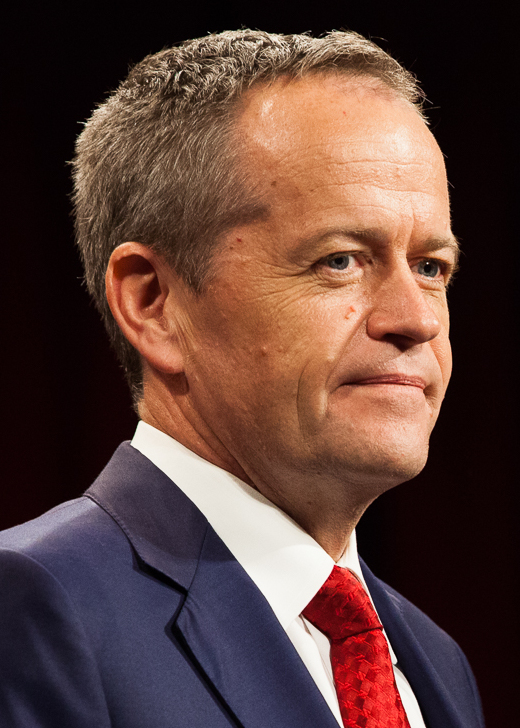
Le chef de l'Opposition et chef du Parti travailliste Bill Shorten.

Le Parti travailliste australien (Australian Labor Party, ALP ou Labor) est un parti de centre gauche, d'idéologie travailliste et sociale-démocrate.
Au pouvoir entre 2007 et 2013 sous la conduite de Kevin Rudd et Julia Gillard, le Labor gouverne en minorité à partir de 2010 avant de perdre les élections de 2013 avec son plus mauvais résultat en siège depuis 1996 et en voix depuis 1934. En conséquence, Rudd remet sa démission et l'élection d'un nouveau chef est convoquée le 13 octobre. L'ancien ministre de l'Éducation Bill Shorten l'emporte avec 52 % des voix face au chef adjoint sortant Anthony Albanese, au cours d'un scrutin où tous les adhérents sont admis à voter.

### Autres partis
Les Verts australiens (Australian Greens) remportent leur premier siège lors d'élections générales en 2010 à Melbourne et le conservent en 2013. Du fait du système électoral proportionnel, ils sont surtout représentés au Sénat où ils disposent de 10 sièges depuis 2013, leur score le plus important jusque-là.
Le Parti unifié d'Australie (Palmer United Parti, PUP) est un parti créé en 2013 par Clive Palmer, un ancien soutien du LNP. Le parti a remporté trois sièges de sénateurs en 2013 et Palmer a remporté la circonscription de Fairfax. Il a toutefois annoncé qu'il ne se représenterait pas à la Chambre des représentants en 2016.
Le Parti australien de Katter (Katter's Australian Party, KAP) a été fondé par le député indépendant Bob Katter en 2011 et, comme le PUP, est surtout présent au Queensland.

## Résultats

### Chambre des représentants
| Parti                             | Parti                        | Parti                                                             | Positionnement                                                                                  | Voix       | %     | +/-   | Sièges | +/-           |
| --------------------------------- | ---------------------------- | ----------------------------------------------------------------- | ----------------------------------------------------------------------------------------------- | ---------- | ----- | ----- | ------ | ------------- |
|                                   | Coalition                    | Coalition                                                         | centre droit (alliance)                                                                         | 4 789 467  | 41,90 | -3,65 | 76     | 16            |
|                                   | Parti libéral                | libéral-conservateur                                              | 3 242 854                                                                                       | 28,44      | -3,58 | 45    | 13     |               |
|                                   | Parti libéral national       | conservateur                                                      | 953 066                                                                                         | 8,29       | -0,63 | 21    | 1      |               |
|                                   | Parti national               | conservateur, agrarien                                            | 563 641                                                                                         | 4,91       | +0,62 | 10    | 1      |               |
|                                   | Parti rural libéral          | libéral-conservateur ; défense des intérêts du Territoire du Nord | 29 906                                                                                          | 0,26       | -0,06 | 0     | 1      |               |
|                                   | Parti travailliste           | Parti travailliste                                                | centre gauche, social-démocrate, progressiste                                                   | 4 020 347  | 35,32 | +1,94 | 69     | 14            |
|                                   | Verts                        | Verts                                                             | écologie politique, gauche                                                                      | 1 121 487  | 9,87  | +1,22 | 1      | en stagnation |
|                                   | Équipe Nick Xenophon         | Équipe Nick Xenophon                                              | centrisme, défense des producteurs industriels et agricoles australiens                         | 213 624    | 1,88  | +1,88 | 1      | 1             |
|                                   | Parti Famille d'abord        | Parti Famille d'abord                                             | droite chrétienne (évangélique), conservateur, anti-écologiste                                  | 201 222    | 1,49  | +0,08 | 0      | 0             |
|                                   | Parti chrétien démocrate     | Parti chrétien démocrate                                          | conservatisme, social-conservatisme, démocratie chrétienne                                      | 178 026    | 1,31  | +0,62 | 0      | 0             |
|                                   | Une nation de Pauline Hanson | Une nation de Pauline Hanson                                      | nationalisme, protectionnisme, conservatisme, populisme de droite, anti-islam, anti-immigration | 175 020    | 1,29  | +1,12 | 0      | 0             |
|                                   | Justice pour les animaux     | Justice pour les animaux                                          | droit des animaux                                                                               | 94 516     | 0,70  | +0,69 | 0      | 0             |
|                                   | Parti australien de Katter   | Parti australien de Katter                                        | conservateur, populiste, agrarien, protectionniste                                              | 72 879     | 0,54  | -0,50 | 1      | en stagnation |
|                                   | Parti unifié d'Australie     | Parti unifié d'Australie                                          | conservateur                                                                                    | 315        | 0,00  | -5,49 | 0      | 1             |
|                                   | Indépendants                 | Indépendants                                                      | n/a                                                                                             | 328 219    | 2,88  | +1,51 | 2      | en stagnation |
|                                   | Autres                       | Autres                                                            | n/a                                                                                             |            | 7,61  | +3,09 | 0      | en stagnation |
| Après répartition des préférences |                              |                                                                   |                                                                                                 |            |       |       |        |               |
|                                   | Coalition                    | Coalition                                                         | Coalition                                                                                       | 6 818 824  | 50.37 | -3,12 | 76     | 14            |
|                                   | Parti travailliste           | Parti travailliste                                                | Parti travailliste                                                                              | 6 722 277  | 49.63 | +3,12 | 69     | 14            |
|                                   |                              |                                                                   |                                                                                                 |            |       |       |        |               |
| Votes valides                     | Votes valides                | Votes valides                                                     | Votes valides                                                                                   | 13 541 101 | 95,95 |       |        |               |
| Votes blancs et invalides         | Votes blancs et invalides    | Votes blancs et invalides                                         | Votes blancs et invalides                                                                       | 720 915    | 5,05  |       |        |               |
| Total                             | Total                        | Total                                                             | Total                                                                                           | 14 262 016 | 100   | -     | 150    | en stagnation |
| Abstentions                       | Abstentions                  | Abstentions                                                       | Abstentions                                                                                     | 1 414 643  | 9,02  |       |        |               |
| Inscrits / participation          | Inscrits / participation     | Inscrits / participation                                          | Inscrits / participation                                                                        | 15 676 659 | 90,98 |       |        |               |

### Sénat
| Parti | Parti                                | Positionnement                                                                                               | Voix | %     | +/-   | Sièges | +/- |
| ----- | ------------------------------------ | --- | ---- | ----- | ----- | ------ | --- |
|       | Coalition                            | centre droit (alliance)                                                                                      |      | 35,18 | -2,52 | 30     |     |
|       | Parti travailliste                   | centre gauche, social-démocrate, progressiste                                                                |      | 29,79 | +0,16 | 26     |     |
|       | Verts                                | écologie politique, gauche                                                                                   |      | 8,65  | -0,58 | 9      |     |
|       | Une Nation                           | droite à extrême-droite, nationalisme, conservatisme, populisme de droite, anti-immigration, protectionnisme |      | 4,29  | +3,76 | 4      |     |
|       | Équipe Nick Xenophon                 | centrisme, social-libéralisme, populisme                                                                     |      | 3,30  | +1,37 | 3      |     |
|       | Parti libéral-démocrate              | libéralisme, libertarianisme, conservatisme                                                                  |      | 2,16  | -1,59 | 1      |     |
|       | Parti de la justice                  | populisme de droite, réformisme judiciaire                                                                   |      | 1,93  | +1,93 | 1      |     |
|       | Parti Famille d'abord                | droite chrétienne (évangélique), conservateur, anti-écologiste                                               |      | 1,38  | +0,26 | 1      |     |
|       | Parti travailliste démocrate         | droite chrétienne (catholique), conservateur, distributiste                                                  |      | 0,68  | -0,18 | 0      |     |
|       | Réseau Jacquie Lambie                | populisme, attrape-tout, nationalisme, défense des intérêts tasmans                                          |      | 0,50  | +0,50 | 1      |     |
|       | Australian Motoring Enthusiast Party | opposition aux lois sur le hooning Hoon                                                                      |      | 0,38  | -0,12 | 0      |     |
|       | Parti unifié d'Australie             | conservateur                                                                                                 |      | 0,19  | -5,42 | 0      |     |
|       |                                      | Autres |      |       |       |        |     |
|       | Total                                | |      |       |       | 76     |     |